# Cormura brevirostris
Cormura brevirostris é uma espécie de morcegos da família Emballonuridae. É encontrado na América do Sul: Brasil, Colômbia, Costa Rica, Guiana Francesa, Guiana, Nicarágua, Panamá, Peru, Suriname, e Venezuela.